# أل ورثينجتون
أل ورثينجتون (بالإنجليزية: Al Worthington) هو لاعب كرة قاعدة أمريكي، ولد في 5 فبراير 1929 في برمنغهام في الولايات المتحدة.

## وصلات خارجية
- أل ورثينجتون على موقعبيزبول رفرنس.كوم (الدوري الرئيسي) (الإنجليزية)
- أل ورثينجتون على موقعبيزبول رفرنس.كوم (الدوري الثانوي) (الإنجليزية)
- أل ورثينجتون على موقع قاعة ألاباما للمشاهير الرياضية (مؤرشف) (الإنجليزية)